# Mit Fried und Freud ich fahr dahin

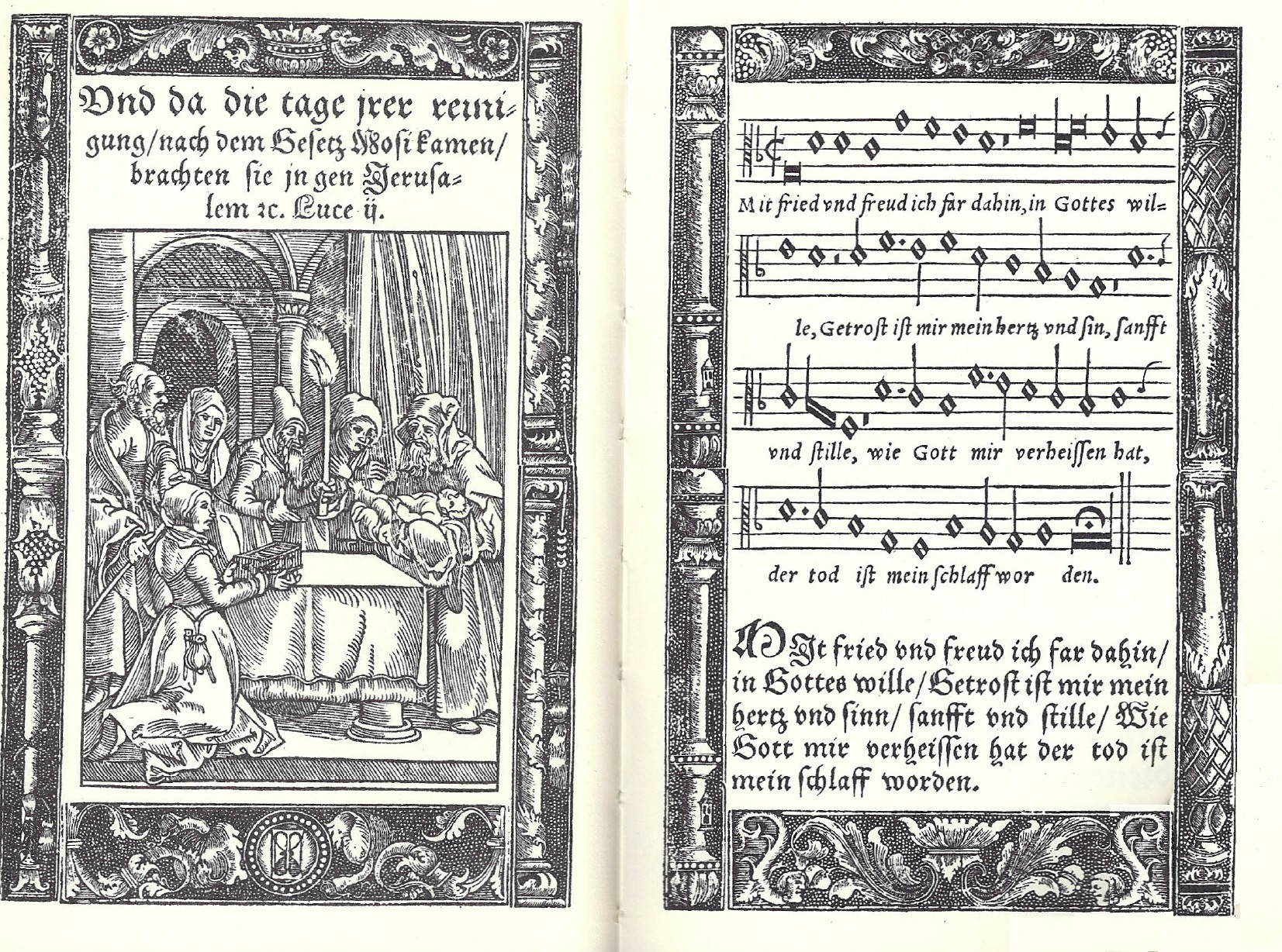
Babstsches Gesangbuch 1545; links: Jesu im Tempel; rechts: tekst van het Luther-lied

Mit Fried und Freud ich fahr dahin (BWV 125) is een religieuze cantate gecomponeerd door Johann Sebastian Bach, gebaseerd op het gelijknamige lied van Maarten Luther uit 1524.

## Programma
De cantate werd voor het eerst opgevoerd op vrijdag 2 februari 1725 ter gelegenheid van het feest van Maria Lichtmis. Deze cantate behoort tot de tweede cantatejaargang. De tekst is ontleend aan de lofzang van Simeon die Simeon, aan wie beloofd was dat hij niet zou sterven voordat hij de Messias had gezien, uitsprak nadat hij de toen 40 dagen oude Jezus had gezien. (Lucas 2).

## Tekst
1. Koor: Mit Fried und Freud ich fahr dahin
2. Aria (alt): Ich will auch mit gebrochnen Augen
3. Recitatief (bas): O Wunder, dass ein Herz
4. Aria (tenor, bas): Ein unbegreiflich Licht erfüllt den ganzen Kreis der Erden
5. Recitatief (alt): O unerschöpfter Schatz der Güte
6. Koraal: Er ist das Heil und selig Licht

## Toelichting
De cantate is geschreven op de tekst en melodie van het gelijknamige koraal van Maarten Luther, in de tijd van Bach een bekend lied van vier coupletten. Het openingskoor is een bewerking van het eerste couplet, waarbij de sopranen de koraalmelodie zingen en de overige stemmen een variatie. In het bas-recitatief komt het tweede couplet terug, het derde couplet is bewerkt terug te vinden in de aria no. 4 en het recitatief no. 5. Het slotkoraal ten slotte is het vierde couplet.